# Korfbal Club Barcelona
Korfbal Club Barcelona (KCB) is een Spaanse korfbalvereniging uit de Catalaanse hoofdstad Barcelona.

## Geschiedenis
De club is opgericht in 2006 en is de enige actieve korfbalclub uit de stad Barcelona. 
Na de oprichting kwam de club uit in de Segona Divisió (FCK) (2e Klasse) om pas na een aantal jaar te promoveren naar de Primera Divisió (FCK) (1e Klasse).
In seizoen 2012-2013 brak de club echt door. De ploeg speelde in de 1e Klasse en kwam in dit seizoen in de nationale zaalfinale terecht. In de finale won de ploeg van Vilanova met 22-20. Hierdoor was de club voor de eerste keer in de jonge clubhistorie Spaans kampioen geworden.
In 2016 en 2017 speelde Barcelona ook de zaalfinale in de Primera Divisió, maar deze gingen verloren.
In seizoen 2018-2019 speelde de club zijn 4e zaalfinale in de clubhistorie. In de finale won Barcelona met 28-23 van Vallparadís, waardoor het voor de tweede keer Spaans kampioen werd.

## Erelijst
- Spaans zaalkampioen, 2x (2013, 2019)
- Spaans Bekerkampioen, 2x (2018, 2022)
- IKF Europa Shield kampioen, 1x (2016)